# Karketu Dili
Der Karketu Dili Football Club, ist ein osttimoresischer Fußballverein. Er ist in der Landeshauptstadt Dili ansässig und wurde 2015 gegründet. 2017 wurde Karketu Landesmeister Osttimors und gewann zudem den LFA Super Taça. Vereinspräsident ist seit dem 4. Januar 2018 José Adilson Ribeiro. Er löste Elisio Óscar Victor ab. Seit Februar 2018 ist der Moldauer Iurie Arcan Trainer des Erstligateams.

## Geschichte
2015 erreichte der Karketu in der Qualifikationsrunde für die neugegründete LFA Primeira Divisão in der Gruppe B Platz 2 von 5 und so den Einzug in die höchste Liga. 2017 gewann Karketu am vorletzten Spieltag die Meisterschaft, 2016 und 2018 wurde man Vizemeister.
Beim Landespokal Taça 12 de Novembro 2016 schied man im Halbfinale aus, 2017 in der ersten Runde und 2018 in der dritten Hauptrunde.

## Erfolge
- Osttimoresischer Meister: 2017, 2021, 2023
- Osttimoresischer Supercup-Sieger: 2017

## Spieler
- Henrique Tingga Conceição[4]
- Antonio Vega[4]
- Alan Aleandro[4]
- Nelson Viegas